# Heinkel P.1070
O Heinkel P.1070 foi um projecto da Heinkel para um bombardeiro leve, cujo design seria o de uma asa voadora, alimentada por dois ou quatro motores a jato.